# 格罗瑟夫尔
格罗瑟夫尔（法語：Grossœuvre，法語發音：[ɡʁosœvʁ]）是法国厄尔省的一个市镇，属于埃夫勒区。

## 地理
格罗瑟夫尔（48°56'16"N, 1°11'55"E）面积16.36 平方千米，位于法国诺曼底大区厄尔省，该省份为法国北部内陆省份，北起滨海塞纳省，西接奧恩省和卡爾瓦多斯省，南至厄尔-卢瓦省，东临瓦兹省、瓦兹河谷省和伊夫林省。
与格罗瑟夫尔接壤的市镇（或旧市镇、城区）包括：尚布瓦、拉福雷迪帕尔克、吉尚维尔、瑞梅勒、勒普莱西格罗昂、普雷。

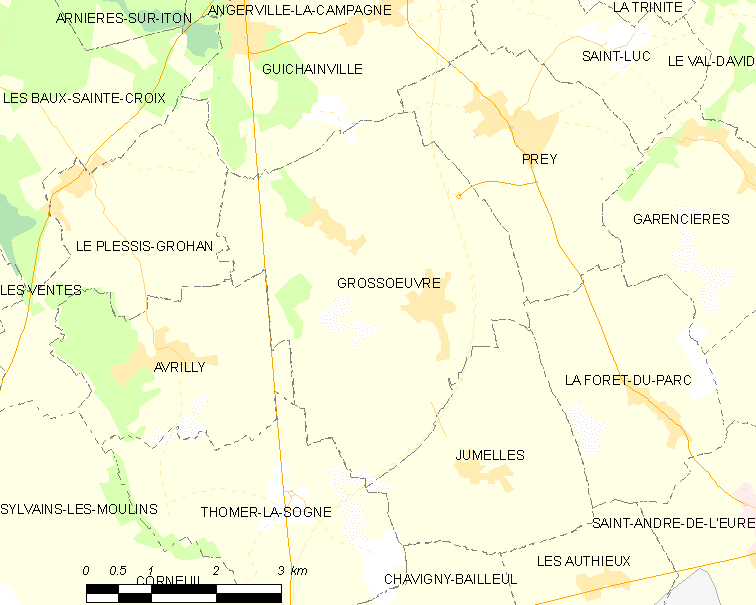
格罗瑟夫尔的OSM定位图

格罗瑟夫尔的时区为UTC+01:00、UTC+02:00（夏令时）。

## 行政
格罗瑟夫尔的邮政编码为27220，INSEE市镇编码为27301。

## 政治
格罗瑟夫尔所属的省级选区为圣安德烈德勒尔县。

## 人口

1962-2008年间格罗瑟夫尔人口变化图示

格罗瑟夫尔于2022年1月1日时的人口数量为1431人。